# Tarik El Taib
Tāriq Ibrāhīm al-Tāʾib (in arabo طارق إبراهيم التائب‎?; Tripoli, 28 febbraio 1977) è un ex calciatore libico di ruolo centrocampista.

## Carriera

### Club
Nel 1995, all'età di 17 anni, fu notato da un osservatore italiano della Juventus, che era in Libia per cercare qualche giocatore talentuoso da riportare in patria. Al-Tāʾib fu segnalato al club torinese e si recò in Italia per sostenne un provino con la Juventus.
Durante la sua carriera ha giocato con numerose squadre di club, tra cui principalmente l'Al-Ahly Tripoli.
Il suo numero, il 14, fu ritirato dalla squadra libica dell'Al-Ahly Tripoli.

### Nazionale
Ha militato nella nazionale libica, con cui esordì il 9 aprile 2000 contro il Mali. È il primatista di presenze e reti con la nazionale libica. Il 2 gennaio 2012, mentre si disputava un'amichevole della Libia, la partita viene interrotta da alcuni poliziotti che arrestarono con violenza al-Tāʾib con l'accusa aver sostenuto Muʿammar Gheddafi durante la guerra civile che ebbe luogo nel 2011. Il giocatore fu esiliato in Kuwait, gli fu vietato il rientro in patria e fu espulso definitivamente dalla nazionale libica.